# Langstudeerboete
De langstudeerboete (of langstudeermaatregel, Halbeheffing) is een verhoging van het wettelijk collegegeld in het hoger beroepsonderwijs en wetenschappelijk onderwijs in Nederland, welke wordt opgelegd wanneer een student meer dan één jaar langer over een opleiding doet dan is toegestaan.
De langstudeermaatregel is ingevoerd met de Wet verhoging collegegeld langstudeerders. De wettelijke formulering is collegegeld volgens het verhoogde tarief.
Op 1 oktober 2012 maakten de politici Diederik Samsom en Mark Rutte in een persconferentie het Deelakkoord begroting 2013 bekend, volgens welk de langstudeerboete wordt afgeschaft. Studenten die een langstudeerboete al hebben betaald krijgen deze zo snel mogelijk terug, uiterlijk begin 2013.
Op 16 mei 2024 maakte Kabinet-Schoof middels het hoofdlijnenakkoord bekend het voornemen te hebben om de langstudeerboete weer vanaf collegejaar 2026-2027 in te voeren. 

## Ontstaan
Het plan tot verhoging van het collegegeld komt van het kabinet-Rutte I. De maatregel was een voorstel van Halbe Zijlstra, staatssecretaris van Onderwijs, Cultuur en Wetenschap en was aangekondigd in het regeerakkoord.
- April 2011: Een meerderheid in de Tweede Kamer gevormd door de politieke partijen CDA, CU, PVV, SGP en VVD stemt in met de langstudeerboete.[1]
- Juli 2011: Een meerderheid in de Eerste Kamer gevormd door CDA, PVV, SGP en VVD stemt in met de langstudeerboete.[2]

De maatregel werd uitgevoerd vanaf het studiejaar 2012-2013. Peildatum hierbij is 30 september. Het kabinet was in eerste instantie van plan om de verhoging per studiejaar 2011-2012 in te laten gaan, maar zag hier vanaf na een verzoek van de SGP  en protesten van studenten.

## Regeling
Wanneer een student een bachelor- of masteropleiding volgt aan een door het ministerie van Onderwijs, Cultuur en Wetenschap gefinancierde opleiding,  krijgt de student per studiefase één uitloopjaar. Indien na dit uitloopjaar nog geen diploma is behaald, en de student blijft studeren, wordt het wettelijk collegegeld van deze opleiding verhoogd met een langstudeerboete van € 3.063,-.
Wanneer een student in de huidige studiefase (bachelor of master) van studie wisselt, tellen de jaren van inschrijvingen voor bekostigde opleidingen in het verleden ook mee in het bepalen van de langstudeerboete. De telling stelt per inschrijving een minimum van één jaar, wanneer er op 30 september van dat jaar sprake was van een inschrijving.
Deze verhoging van het collegegeld kan worden opgevangen met een speciaal krediet (Collegegeldkrediet) van de Dienst Uitvoering Onderwijs.

### Studiefases
| Studiejaar | Bachelorfase (WO en HBO) | Bachelorfase (WO en HBO) | Masterfase (WO of HBO) | Masterfase (WO of HBO) | Masterfase (WO of HBO) | Masterfase (WO of HBO) |
| ---------- | ------------------------ | ------------------------ | ---------------------- | ---------------------- | ---------------------- | ---------------------- |
|            | 4-jarige (HBO-) bachelor | 3-jarige (WO-) bachelor  | 1-jarige (WO-) master  | 2-jarige (WO-) master  | 3-jarige (WO-) master  | 4-jarige (WO-) master  |
| 1          |                          |                          |                        |                        |                        |                        |
| 2          |                          |                          |                        |                        |                        |                        |
| 3          |                          |                          |                        |                        |                        |                        |
| 4          |                          |                          |                        |                        |                        |                        |
| 5          |                          |                          |                        |                        |                        |                        |
| 6 e.v.     |                          |                          |                        |                        |                        |                        |

### Dubbele opleiding
Wanneer een student twee opleidingen tegelijkertijd volgt, wordt per inschrijving bepaald of de student een langstudeerboete krijgt opgelegd. Voor de tweede opleiding is de student vrijgesteld van collegegelden, maar voor deze opleiding dient wel een langstudeerboete te worden betaald.

## Kritieken
Vrijwel direct na het openbaar worden van de plannen van Zijlstra barstte de kritiek op het plan los. Zo zou het extra jaar, dat door de SGP was betoogd, niet genoeg zijn om de boete te kunnen voorkomen. Ook zouden sommige studenten om verschillende redenen al in voorgaande studiejaren vertraging hebben opgelopen. Ook zou er een betere regeling moeten komen voor deeltijdstudenten. Voor hen wordt in de wet namelijk geen uitzondering gemaakt, waardoor deeltijdopleidingen van zes jaar sowieso worden geconfronteerd met een boete. Een aangekondigde spoedwet van Zijlstra moet deze problemen met deeltijdstudies voorkomen. Ook maakte hij bekend dat er een profileringsfonds komt, waaruit universiteiten studenten financieel kunnen ondersteunen.

### Demonstraties
Op 21 januari 2011, niet geheel toevallig de verjaardag van Halbe Zijlstra, vond er een grote demonstratie plaats tegen de langstudeerboete. Diverse onderwijsinstellingen hadden deze dag als collegevrijedag aangemerkt om studenten de mogelijkheid te geven naar het Malieveld te trekken. In totaal waren er 20.000 studenten aanwezig. Het eind van de betoging verliep gewelddadig, toen een paar honderd demonstranten naar het Binnenhof wilden trekken. De Mobiele Eenheid veegde het Plein, voor de Tweede Kamer, schoon. Er werden 22 personen gearresteerd. Op 29 maart en 12 april 2011 vonden er opnieuw protestmanifestaties plaats. Al eerder dat collegejaar vonden er demonstraties plaats, bijvoorbeeld op 10 december 2010 in Nijmegen

### Rechtszaak
Studentenorganisaties bepleitten aanpassing van de langstudeermaatregel. Het ontbreken van een overgangsregeling en de gevolgen voor deeltijdstudenten waren voor hen reden om de boete als onrechtvaardig te kwalificeren. Ook het voorgestelde profileringsfonds zou te laag zijn. Op 21 mei 2012 diende de zaak voor de rechtbank van Den Haag. De landsadvocaat stelt echter dat al in 2010 bekend was dat de boete er kwam en dat studenten dus voldoende tijd zouden moeten hebben om zich voor te bereiden of om hun studie tijdig af te ronden.
De rechter deed op 11 juli 2012 uitspraak in de zaak en bepaalde dat de langstudeermaatregel door mag gaan. De maatregel is volgens de rechter niet buitenproportioneel en was gezien de stijging van het collegegeld de afgelopen jaren voorzienbaar. Wel moet er volgens de rechter een aparte regeling komen voor deeltijdstudenten, omdat voor hen de maatregel niet voorzienbaar was.

## Vlaanderen
Mede door deze wet steeg het aantal Nederlandse studenten dat naar Vlaanderen trekt voor hoger onderwijs. Helaas zijn hun slaagcijfers daar ondermaats. Maar ook Vlaanderen probeerde het (te) lang studeren in het hoger onderwijs af te remmen door de invoering van een leerkrediet.

## Afschaffing
Op 1 oktober 2012 maakten Mark Rutte en Diederik Samsom bij de persconferentie van het deelakkoord bekend dat de langstudeerboete met terugwerkende kracht zal worden afgeschaft.